# José Sarney
José Sarney d'Araújo Costa (Pinheiro, 24 d'abril de 1930) és un polític i escriptor brasiler.
Sarney va ser el president del Brasil des del 15 de març de 1985 fins al 15 de març de 1990, després de la mort del president electe Tancredo Neves. Durant el seu mandat, va promoure polítiques econòmiques i socials destinades a la modernització del país i la millora de les condicions de vida dels brasilers. Va ser reemplaçat per Fernando Collor de Mello.
Després de deixar la presidència, Sarney va ser elegit senador del Brasil l'1 de febrer de 1991 i va ocupar aquest càrrec fins a l'1 de febrer de 2015. També va ser vicepresident del Brasil durant uns pocs mesos, del 15 de març de 1985 al 21 d'abril de 1985, substituint Aureliano Chaves i sent reemplaçat per Itamar Franco. A més, va ser President del Senat Federal del Brasil del 2 de febrer de 2009 a l'1 de febrer de 2013, substituint Garibaldi Alves Filho i sent reemplaçat per Renan Calheiros.
Sarney és membre del partit polític Moviment Democràtic Brasiler i és catòlic. Va ser reconegut amb diversos premis i distincions, entre els quals es destaquen la Gran Creu de l'Orde de la Creu del Sud, l'Orde de Rio Branco, l'Orde al Mèrit Naval, la Gran Creu de l'Orde de la Torre i Espasa, la Gran Creu de l'Orde de Sant Jaume de l'Espasa, la Gran Creu de l'Orde de l'Infant Dom Enrique, la Banda de l'Orde de l'Àguila Asteca, la Gran Creu de la Reial Orde Noruega del Mèrit, la Gran Creu de l'Orde El Sol del Perú, la Gran Creu de l'Orde del Còndor dels Andes, la Gran Creu de la Legió d'Honor i l'Orde de Boyacá. També ha rebut el doctorat honoris causa per la Universitat de Pequín i la Gran Creu de l'Orde Militar de Crist, entre d'altres.
Sarney és membre de l'Academia Brasileira de Letras i va estudiar a la Universitat Federal de Maranhão. Resideix a Brasília.